# 草屯林太師廟
23°59′45″N 120°41′23″E / 23.995933°N 120.689599°E
草屯林太師廟，是位於臺灣南投縣草屯鎮御史里的寺廟，原為陰廟，後改主祀明朝政治人物林偕春。

## 沿革
此廟原為1899年由草屯米粉寮（今御史里）的林紅毛所創建的萬應堂，位在御史里的成功路與中正路交叉路口。政府開放寺廟登記時，因無法登記為寺廟，就由御史里長以林太師之名登記為「林太師廟」，但當時廟方不知道林太師本名，而稱為「林孔龍」，後由一名警官指正，才知是雲霄縣的林偕春。
1967年改建，1991年因中正路擴寬，廟身往內遷移。九二一地震後，增建後殿二、三樓。1949年來臺灣、住在中壢的林偕春十九世孫林進寶曾在2009年左右捐牌樓。

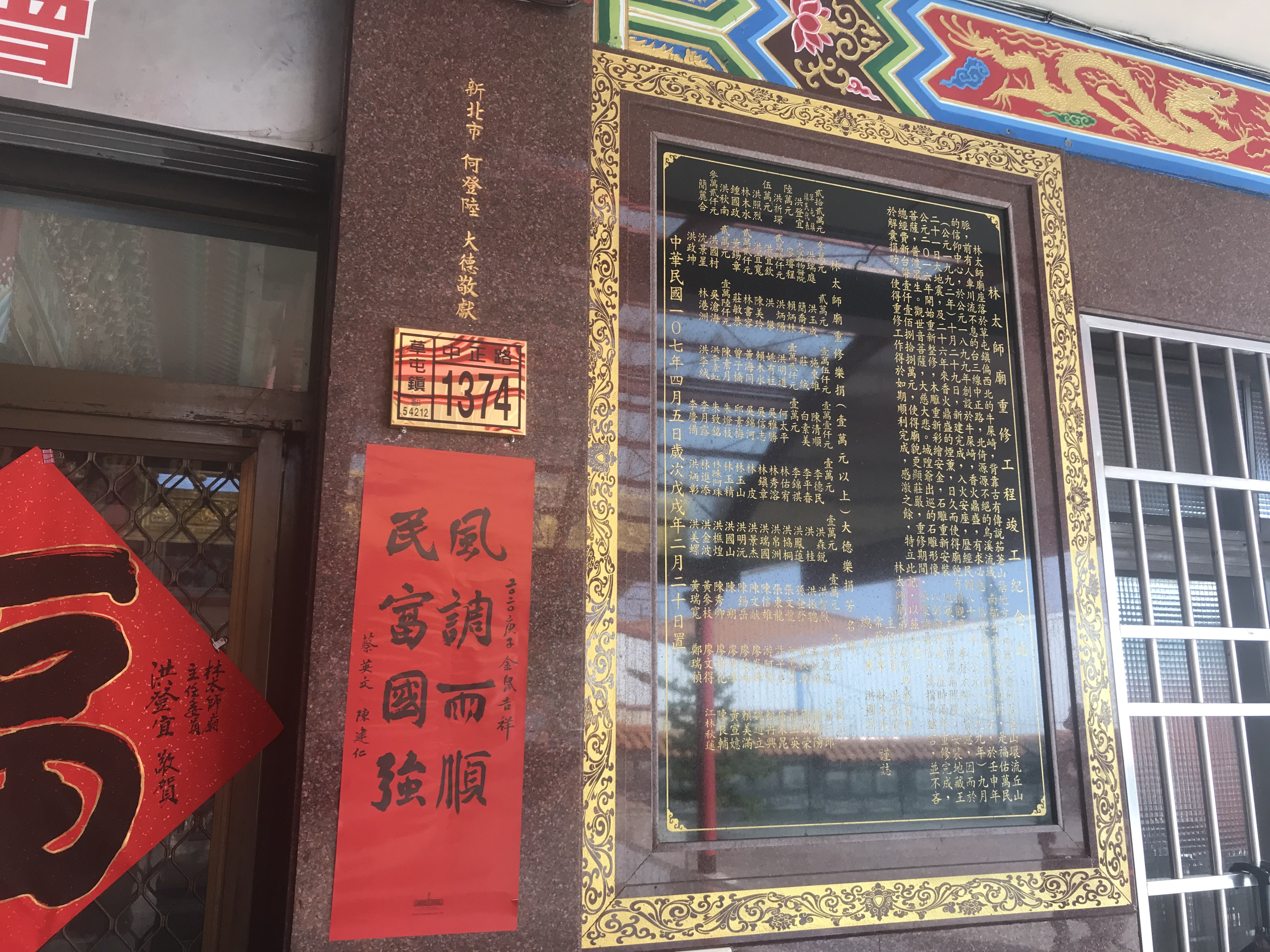
門牌為中正路1374號。

## 祭祀
除供奉林太師公、太師公夫人外，也供奉萬應公與萬應婆。
吳敦義家族墳墓九二一大地震時損壞，吳敦義便把雙親吳奚、吳簡葉的遺骨暫厝此廟納骨堂走廊。後廟方認為遺骨放在走廊不敬，遂移到骨骸櫃位。吳敦義夫婦得知後，即來補繳各八萬四千元的費用。
每年農曆七月十四展開中元普渡活動，會在鎮內的中投公路等十四處路口進行路祭。

## 外部連結
- 草屯林太師廟的Facebook專頁